# Sætersnesholmane
Sætersnesholmane est une île dans le landskap Sunnhordland du comté de Vestland. Elle appartient administrativement à Kvinnherad.

## Géographie
Rocheuse et désertique sur ses côtes, à fleur d'eau, elle s'étend sur environ 142 m de longueur pour une largeur approximative de 108 m. 